# I simulacri
I simulacri (The Simulacra) è un romanzo di fantascienza dello scrittore statunitense Philip K. Dick pubblicato nel 1964. Il romanzo è ambientato nel XXI secolo, in degli ipotetici "Stati Uniti d'Europa ed America", governati dal partito unico Democratico-Repubblicano, tramite il presidente, Der Alte, e la First Lady Nicole, vero motore del potere.
Si tratta di un romanzo corale, in cui non si riesce a individuare un protagonista preciso ma piuttosto una lunga serie di personaggi che si muovono fra complotti di stato, lotte del potere fra corporazioni e conflitti sociali fra élite e massa.
Una versione più breve della storia era stata precedentemente pubblicata come racconto con il titolo Uno show originale (Novelty Act).

## Trama
La storia si basa sull'intreccio di alcune vicende:
- Le trame politiche ordite dai governanti degli USEA (Stati Uniti d'America e d'Europa), nati dalla fusione di USA e Germania Ovest durante la guerra fredda, al centro delle quali sta il cambio del Presidente (in realtà un simulacro, cioè un androide perfettamente somigliante a un essere umano) e la figura della giovane first lady, Nicole Thibodeaux;
- La spietata concorrenza delle industrie che costruiscono i simulacri presidenziali (la grande multinazionale Karp e la piccola azienda familiare Frauenzimmer);
- La progressiva distruzione della psiche del pianista telecinetico Kongrosian, che soffre di schizofrenia e non può curarsi con uno psicanalista, dato che questi ultimi sono stati messi fuorilegge;
- Le disavventure di due poveri sprovveduti, Ian Duncan e Al Miller, suonatori di anfora, che dall'oscurità passano alla celebrità quando sono invitati a esibirsi alla Casa Bianca;
- Le oscure macchinazioni di Bertold Goltz, ebreo, un demagogo che ha fondato un movimento neonazista (i Figli di Giobbe) che si oppone al governo;
- Grazie ad una macchina del tempo la first lady progetta di portare il gerarca nazista Hermann Göring nel presente per trattare con lui la salvezza degli ebrei deportati nei lager in cambio di armi che avrebbero assicurato la vittoria dei nazisti;
- La presenza di uomini di Neanderthal nella California settentrionale, chiamati chupper, risultato forse di contaminazione da radioattività.

Le trame s'incrociano in una successione di colpi di scena e rivelazioni, che culminano in una catastrofe finale, con lo scoppio di una guerra civile che porta gli USEA sull'orlo della distruzione.

## Edizioni
- Philip K. Dick, The Simulacra, 1964.
- Philip K. Dick, I simulacri, traduzione di Roberta Rambelli, collana La Bussola SF, Casa Editrice La Tribuna, 1965,  p. 270.
- Philip K. Dick, I simulacri, traduzione di Roberta Rambelli, collana Cosmo Oro n° 42, Editrice Nord, 1980,  p. 222, ISBN 88-429-0339-6.
- Philip K. Dick, I simulacri, traduzione di Maurizio Nati, collana Tascabili Immaginario n° 57, Fanucci Editore, 2005,  p. 282, ISBN 88-347-1095-9.